# Водяные часы
Водяны́е часы́, клепси́дра (др.-греч. κλεψύδρα от κλέπτω «красть, скрывать» + ὕδωρ «вода»), гидроло́гиум (от ὕδωρ «вода» + λόγος «слово, учение») — известный со времён ассиро-вавилонян и древнего Египта прибор для измерения промежутков времени в виде цилиндрического сосуда с вытекающей струёй воды. Был в употреблении до XVII века.

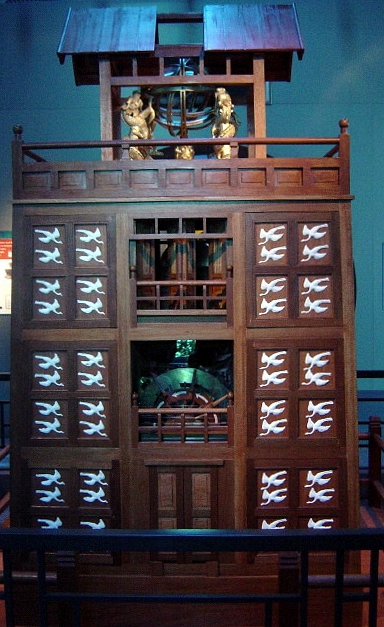
XI век, часы работы китайского учёного Су Суна (Su Song)

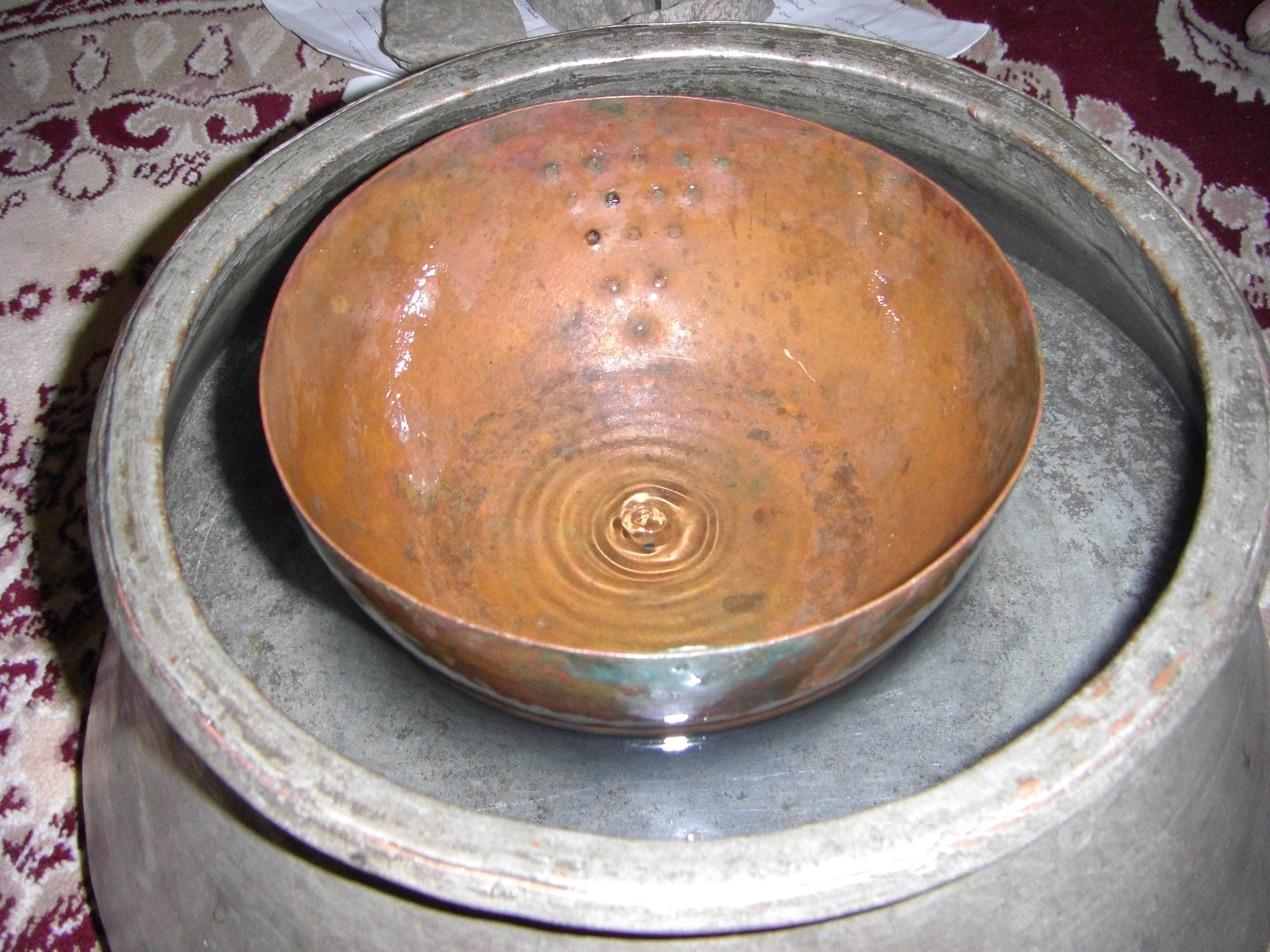
Древние персидские часы

## История
У римлян были в большом ходу водяные часы самого простого устройства, так, например, ими определялась длина речей ораторов в суде. Первые водяные часы устроил в Риме Сципион Назика (157 г. до н. э.). Водяные часы Помпея славились украшениями из золота и каменьев. В начале VI века славились механизмы Боэция, которые он устраивал для Теодориха и (по просьбе последнего) для бургундского короля Гундобада. Затем, по-видимому, это искусство пришло в упадок, так как папа Павел I послал Пипину Короткому водяные часы как большую редкость. Харун ар-Рашид прислал Карлу Великому в Ахен (809) водяные часы весьма сложного устройства (металлические шарики, выпадая, били часы). По-видимому, некий монах Пацифик в IX веке начал подражать искусству арабов. В конце X века прославился своими механизмами, тоже отчасти заимствованными от арабов, Герберт (папа Сильвестр II).
Знамениты были ещё водяные часы Оронция Финеуса и Кирхера, основанные на принципе сифона. Многие математики, в том числе в позднейшее время Галилей, Вариньон, Бернулли, решали задачу: «какова должна быть форма сосуда, чтобы вода вытекала вполне равномерно».
В современном мире клепсидра широко применяется во Франции в телеигре Форт Боярд во время прохождения игроками испытаний и представляет собой поворотный механизм с подкрашенной синим цветом водой, а также с сезона 2017 года во время прохождения некоторых приключений и представляет собой поворотный механизм с подкрашенной красным цветом водой.

## Устройство
- Промежуток времени измерялся количеством воды, вытекавшей капля за каплей из малого отверстия, сделанного на дне сосуда. Таковы были водяные часы египтян, вавилонян, древних греков.
- У китайцев, индусов и некоторых других народов Азии, наоборот, — пустой полушаровидный сосуд плавал в большом бассейне и мало-помалу наполнялся водой через малое отверстие (героиня поэмы бросает жемчужину в чашу, чтобы замедлить движение воды)[2].

Из-за видимого свойства клепсидры появилось высказывание: «Время истекло».
Часы первого типа подверглись значительным усовершенствованиям. Платон описывает механизм из двух конусов, входящих один в другой; при помощи их поддерживался приблизительно постоянный уровень воды в сосуде, и тем регулировалась скорость её вытекания. Полного развития подобные механизмы, т. н. клепсидры, получили в Александрии в III веке до н. э. Особенно знамениты клепсидры Ктезибия, учителя Герона. Устройство клепсидр, установленных в храме Арсинои, состояло в следующем.
а – внешний вид;

б – разрез;

1 – трубка подачи воды из постороннего источника;

2 – фигура, из глаз которой вода капля за каплей равномерно поступает по трубке 3 в резервуар 4;

5 – поплавок с укреплённой на нём фигурой 6, показывающей палочкой время на цилиндрическом циферблате 7;

8 – трубка сифона, по которой в конце суток вода вытекает из наполненного резервуара 4, поворачивая цилиндр 7 вокруг вертикальной оси на 1/365 часть окружности.
При накоплении воды (см. рис.) в камере поплавок 5 с находящейся на нём фигурой 6, поднимался и указывал час на колонне. Вода капала из глаз другой фигуры (2). По прошествии суток вода при помощи сифонного устройства 8 вытекала вон и вращала зубчатое колесо 7, а с ним и всю колонну. Полный оборот колонна совершала за один год. Кривые «часовые» линии, начерченные на колонне, были рассчитаны так, чтобы равномерное поднятие поплавка согласовывалось с неравными дневными и ночными часами в различные времена года. Они были неравны, поскольку час у древних греков и римлян определялся как 1/12 промежутка времени от восхода до заката, а этот промежуток в различные дни года различен (в средних широтах).
- В средние века получили распространение водяные часы особого устройства, описанные в трактате монаха Александра. Барабан, разделённый стенками на несколько радиальных продольных камер, подвешивался за ось так, что он мог опускаться, развёртывая намотанные на ось верёвки, то есть вращаясь. Вода в боковой камере давила в противоположную сторону и, переливаясь постепенно из одной камеры в другую через малые отверстия в стенках, замедляла разматывание верёвок настолько, что время измерялось этим разматыванием, то есть опусканием барабана[3].